# Éjszakai hajsza
Az Éjszakai hajsza (eredeti cím: Run All Night) 2015-ben bemutatott amerikai akció-thriller, melyet Jaume Collet-Serra rendezett és Brad Ingelsby írt. A főszerepben Liam Neeson, Joel Kinnaman, Common és Ed Harris látható.
Az Amerikai Egyesült Államokban 2015. március 13-án mutatták be, Magyarországon egy nappal hamarabb szinkronizálva, március 12-én az InterCom Zrt. forgalmazásában. A film forgatását, 2013. október 3-án kezdték el.
Általánosságban vegyes értékeléseket kapott a kritikusoktól. A Metacritic oldalán a film értékelése 59% a 100-ból, ami 33 véleményen alapul. A Rotten Tomatoeson az Éjszakai hajsza 59%-os minősítést kapott, 116 értékelés alapján.
Egy kiöregedett bérgyilkos, Jimmy Conlon (Liam Neeson) arra kényszerül, hogy végezzen egy kegyetlen bandavezérrel, Danny Maguirerrel (Boyd Holbrook) majd annak apjával, Shawn Maguirerrel (Ed Harris), mert mindkét férfi veszélyezteti Jimmy családjának életét. Shaw a fia halálát követően bosszút esküdik, hogy végezzen az apa-fia párossal, Jimmyvel és Mike-al (Joel Kinnaman).

## Cselekménye
A múltja által kísértett, egykori ír maffiavezér, Jimmy "A sírásó" Conlon (Liam Neeson) dühöngő részeges lett. Fia, Michael "Mike" Conlon (Joel Kinnaman), egy sofőr és visszavonult profi bokszoló, aki a helyi edzőteremben veszélyeztetett gyerekeket mentorál, undorodik apja tetteitől, és nem hajlandó "apának" szólítani vagy bevonni őt a lányai, Catelyn és Lily életébe.
Jimmy régi főnöke és legjobb barátja, Shawn Maguire (Ed Harris) visszautasítja az ajánlatot, hogy engedélyezze az albán heroin eladását a területén. Az albánok azt követelik, hogy Danny (Boyd Holbrook), Shawn fia, aki nagy összegű pénzt kapott azért, hogy gondoskodjon az üzletről, és elmondják neki, hogy ha nem adja vissza a pénzt rövid időn belül, akkor a családjával végeznek. Mike elviszi a két albán hitelezőt Danny házához. Danny lelövi az albánokat, akik közül az egyiket Danny odakint agyonlövi. Ennek szemtanúja Mike és bokszolótársa, Legs, aki a telefonjával rögzíti a lövöldözést. Danny kiszúrja Mike-ot, és megpróbálja megölni, de ő elmenekül, Danny pedig nem veszi észre Legs-t.
Jimmy Shawn kérésére megkéri Mike-ot, hogy ne leplezze le Danny-t, de Mike visszautasítja. Miközben távozik, Jimmy észreveszi Danny autóját, és bemegy, hogy lelője Mike-ot. Jimmy lelövi Dannyt, majd felhívja Shawnt, hogy tájékoztassa a fia haláláról. Shawn elküld két korrupt rendőrt, hogy elkapják Mike-ot és megöljék, de Jimmy megmenti őt, és lelövi az egyik korrupt zsarut, mielőtt elvinné Mike-ot a családjához.
Jimmy találkozik Shawnnal, és elmondja neki, hogy Danny volt az, aki meg akarta ölni Mike-ot, és hogy lehet beszélnie kell a rendőrséggel a bűnözői múltjáról. Shawn azt mondja, a zsarukat nem érdeklik Jimmy információi, és azt mondja Jimmynek, hogy bosszúból megöli Mike-ot és a családját, majd hagyja meghalni Jimmyt.
Jimmy egy távoli faházba küldi Mike családját, és magával viszi Mike-ot, hogy szerezzen bizonyítékot ártatlanságára, de Andrew Price, a Shawn által felbérelt bérgyilkos előbb lép közbe. Jimmynek sikerül megfékeznie őt, de a harcban megsebesül. Jimmy később kapcsolatba lép Harding nyomozóval, aki nem tudta bizonyítani Jimmy bűnösségét a gyilkosságok hosszú sorában. Harding szerint a szemtanúk azt állítják, hogy Mike volt a lövöldöző és nem Danny. Jimmy alkut köt Hardinggal, bebizonyítja Mike ártatlanságát, majd feladja magát egy listával együtt, amely tartalmazza az összes embert, akit maffiakarriere során meggyilkolt.
Jimmy bátyjának, Eddie-nek a házában bújnak el. A feldühödött Eddie elárulja, hogy Jimmy csak Shawnhoz hűséges - egyszer megölte a saját unokatestvérét, hogy megakadályozza, hogy Shawn ellen tanúskodjon, és ugyanezt fogja tenni Mike-kal is. Mike felháborodik és nem hajlandó megbízni az apjában, ezért visszatér a családjához. Jimmy, hogy véget vessen a vérbosszúnak, megtámadja Shawn rejtekhelyét, és megöli őt és bandáját. Ezzel egy időben Legs felkeresi Hardingot a második albán meggyilkolásáról készült videóval, Harding pedig ellenőrzi Danny fegyverének ballisztikai vizsgálatát, hogy alátámassza a videót.
Mike megérkezik a kunyhóhoz, és értesíti a rendőrséget a tartózkodási helyéről. Jimmy hamarosan megérkezik, és Mike végre bemutatja őt az unokáinak. Price is megjelenik, és megtámadja a faházat, lelövi Jimmyt, majd levadássza Mike-ot és családját. Mike-ot Price sarokba szorítja, de Jimmy megöli. A rendőrség megérkezik, és megerősítik, hogy Legs bizonyítékai tisztázták Mike-ot, éppen akkor, amikor Jimmy meghal, kezében a korábbi áldozatainak listájával Harding számára, ahogy ígérte.
Az epilógusban Mike újra bokszedzőként és sofőrként dolgozik, valamint boldogan él feleségével és lányaival. Vágyakozva nézi a régen készült fényképet magáról és Jimmyről, mielőtt munkába indul.

## Szereplők
| Színész           | Szereplő        | Magyar hang         |
| ----------------- | --------------- | ------------------- |
| Liam Neeson       | Jimmy Conlon    | Csernák János       |
| Joel Kinnaman     | Mike Conlon     | Fenyő Iván          |
| Ed Harris         | Shawn Maguire   | Epres Attila        |
| Boyd Holbrook     | Danny Maguire   | Szvetlov Balázs     |
| Génesis Rodríguez | Gabriela Conlon | Andrusko Marcella   |
| Nick Nolte        | Eddie Conlon    | Papp János          |
| Common            | Mr. Price       | Barabás Kiss Zoltán |
| Vincent D’Onofrio | Harding nyomozó | Csuja Imre          |
| Bruce McGill      | Pat Mullen      | Faragó András       |
| Holt McCallany    | Frank           | Szabó Győző         |
| Malcolm Goodwin   | Colston         | Maday Gábor         |

## Fordítás
- Ez a szócikk részben vagy egészben  a   Run All Night (film) című angol Wikipédia-szócikk fordításán alapul.  Az eredeti cikk szerkesztőit annak laptörténete sorolja fel. Ez a jelzés csupán a megfogalmazás eredetét és a szerzői jogokat jelzi, nem szolgál a cikkben szereplő információk forrásmegjelöléseként.